# Raion de Basarabeasca
Le raion de Basarabeasca est un raion de la république de Moldavie, dont le chef-lieu est Basarabeasca. En 2014, sa population était de 23 012 habitants.

## Démographie
| Groupe ethnique      | %    |
| -------------------- | ---- |
| Moldaves et Roumains | 72,0 |
| Russes               | 8,5  |
| Gagaouzes            | 7,4  |
| Ukrainiens           | 5,5  |
| Bulgares             | 5,0  |
| Roms                 | 1,0  |
| Autres               | 0,6  |

## Économie
81 % commerce, 18 % services tertiaires, 1 % agriculture et industrie.

## Religions
- 97,5 % de la population du raïon est chrétienne, dont une grande partie sont orthodoxes.
- 1,3 % de la population est athée ou sans religion.